# ماكسويل منساه
ماكسويل منساه (بالإنجليزية: Maxwell Mensah)‏ هو لاعب كرة قدم غاني، ولد في 10 يناير 1997 في أكرا في غانا. لعب مع نادي تارانتو 1927.